# Neptunia '24
Z&PC Neptunia '24 is de enige zwem- en waterpolovereniging in Sneek.
De vereniging is vernoemd naar de God van de Zee Neptunus en werd in 1924 opgericht. In de beginjaren had Sneek nog geen overdekt zwembad, en werd er gezwommen in het Spoordok. Het thuisbad van de vereniging is het tegenwoordig het nieuwe zwembad It Rak. In 2011 had de vereniging 400 leden. In It Rak heeft de vereniging een clubruimte, genaamd De Brug.

## Opbouw
De vereniging is opgebouwd uit vijf verschillende afdelingen:
| Afdeling         | Ledenaantal |                                                       |
| ---------------- | ----------- | ----------------------------------------------------- |
| REZ              |             | recreatief- en elementair zwemmen (aangepast zwemmen) |
| Seniorenzwemmen  |             |                                                       |
| Waterpolo        | 150         |                                                       |
| Wedstrijdzwemmen | 45          |                                                       |

Het eerste herenteam van de waterpolotak komt sinds 2010/2011 uit in de derde klasse bond. Het eerste damesteam speelt sinds seizoen 2018/2019 in de tweede klasse bond. Daarnaast zijn er nog 2 herenteams die op districtsniveau uitkomen en wordt de jeugd tot 17 jaar ingedeeld in leeftijdscategorieën. 